# Albanië op het Eurovisiesongfestival

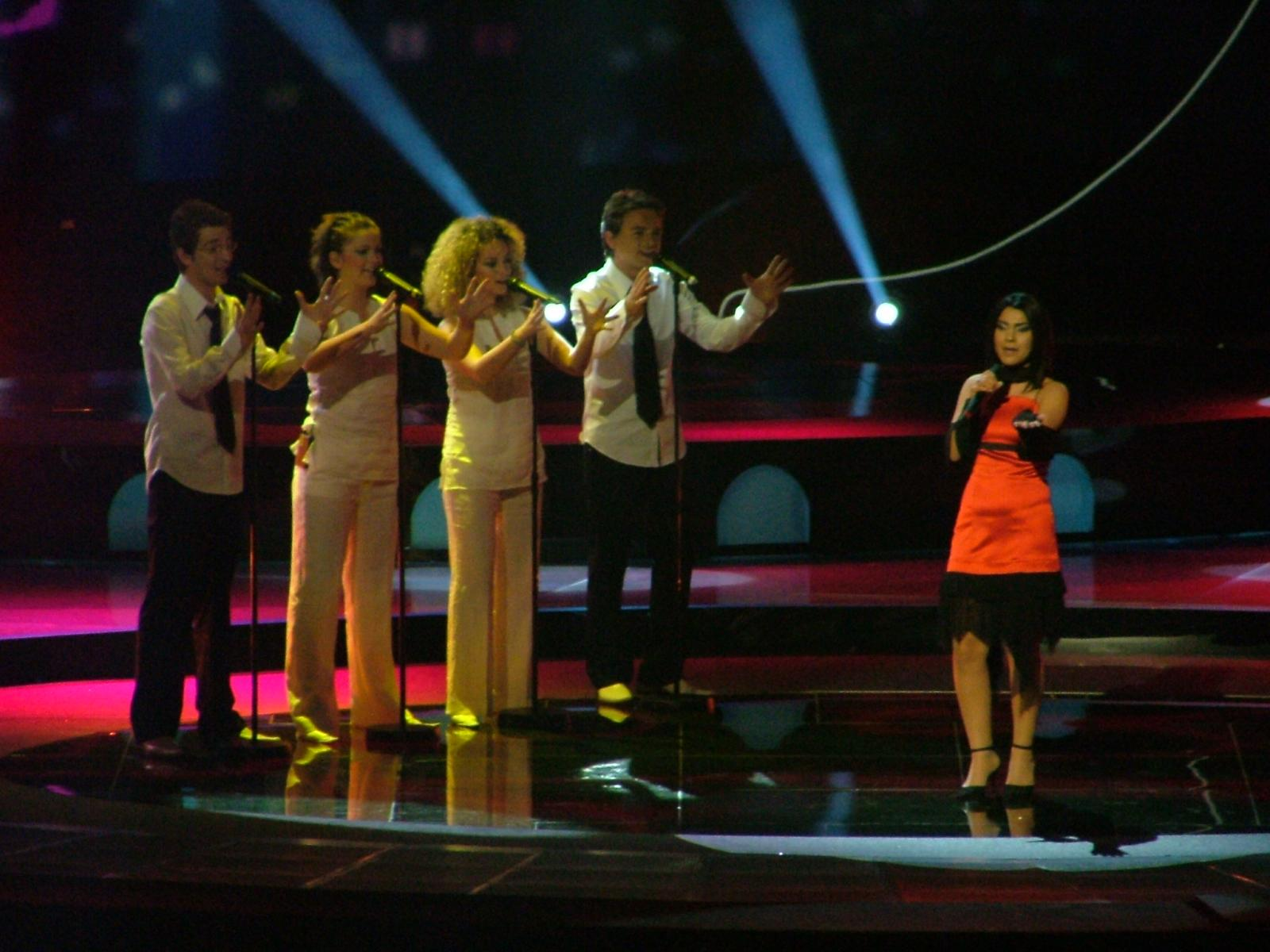
Anjeza Shahini in Istanboel (2004)

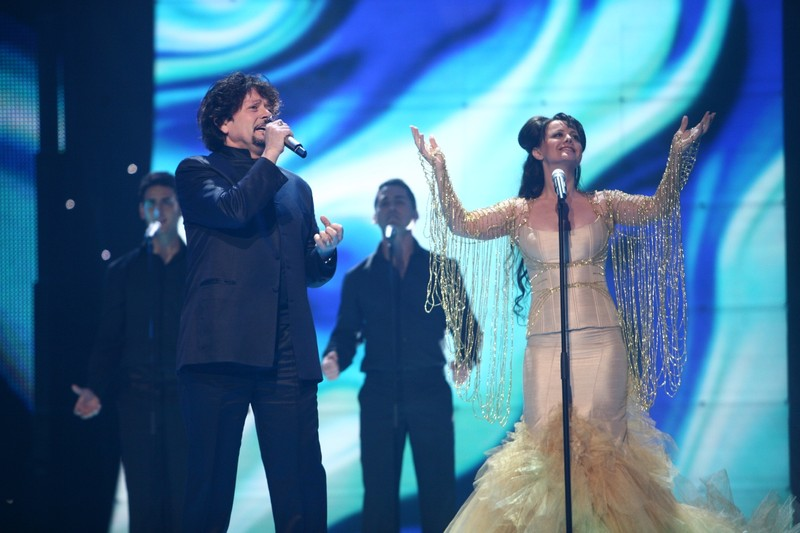
Frederik Ndoci in Helsinki (2007)

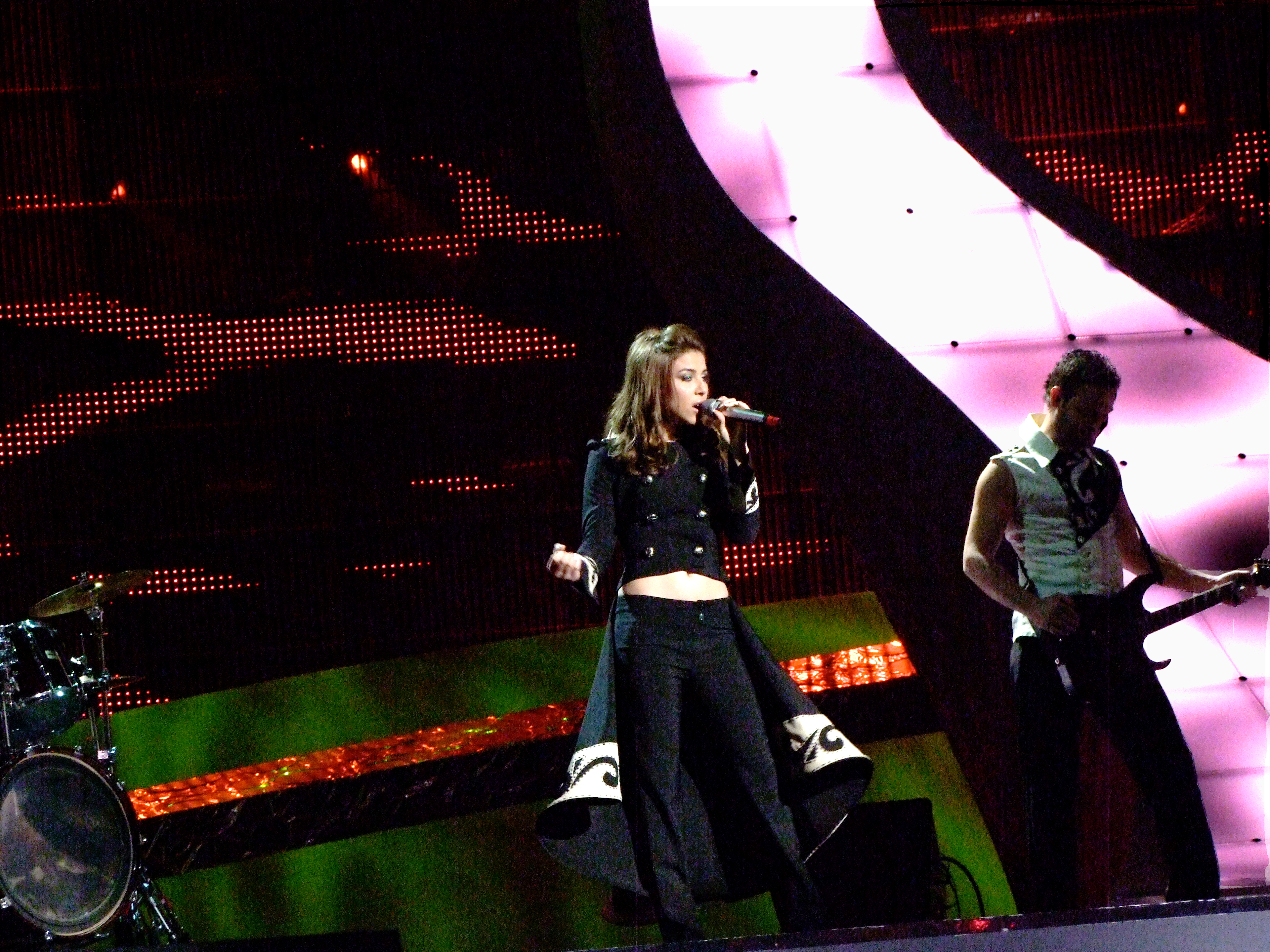
Olta Boka in Belgrado (2008)

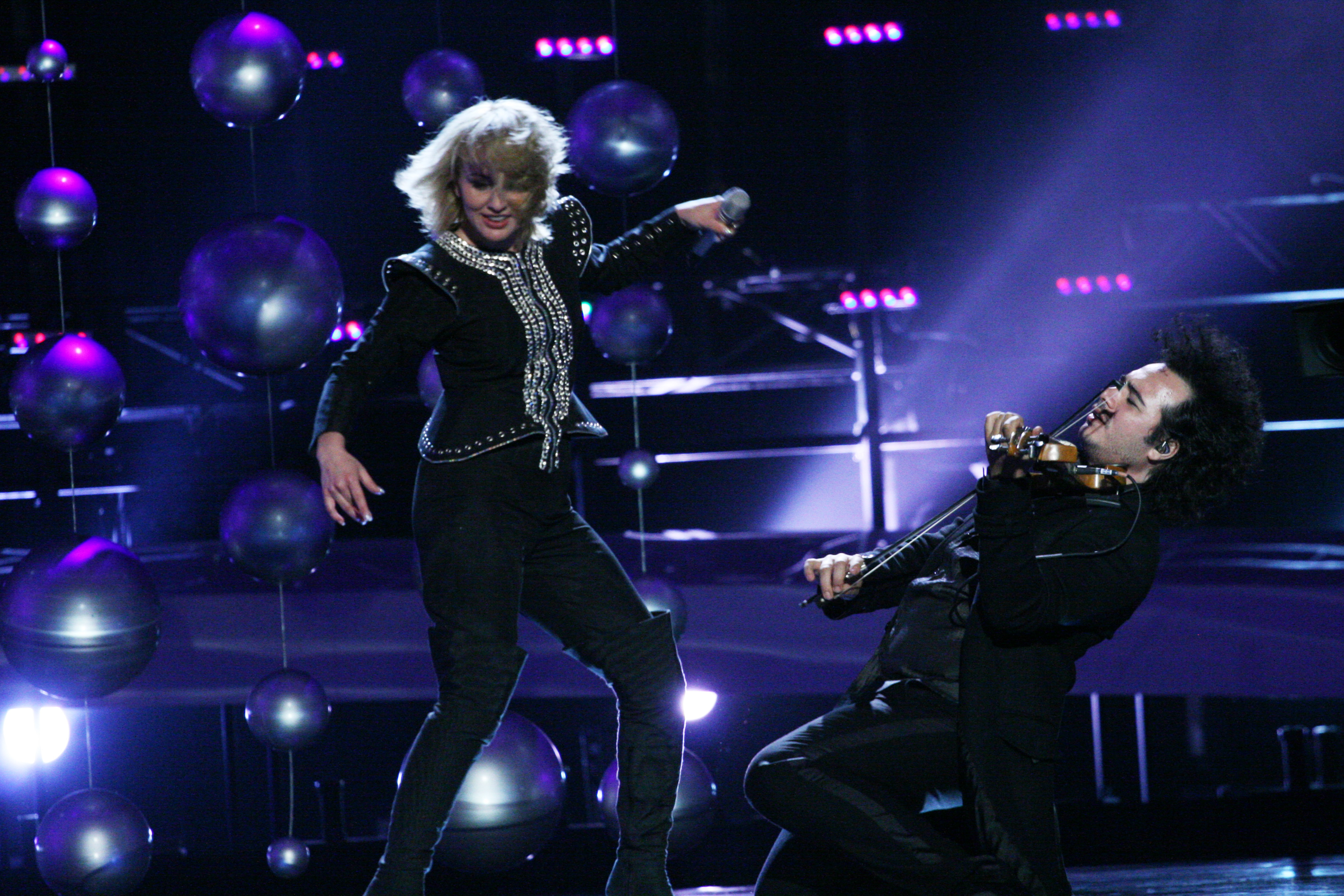
Juliana Pasha in Oslo (2010)

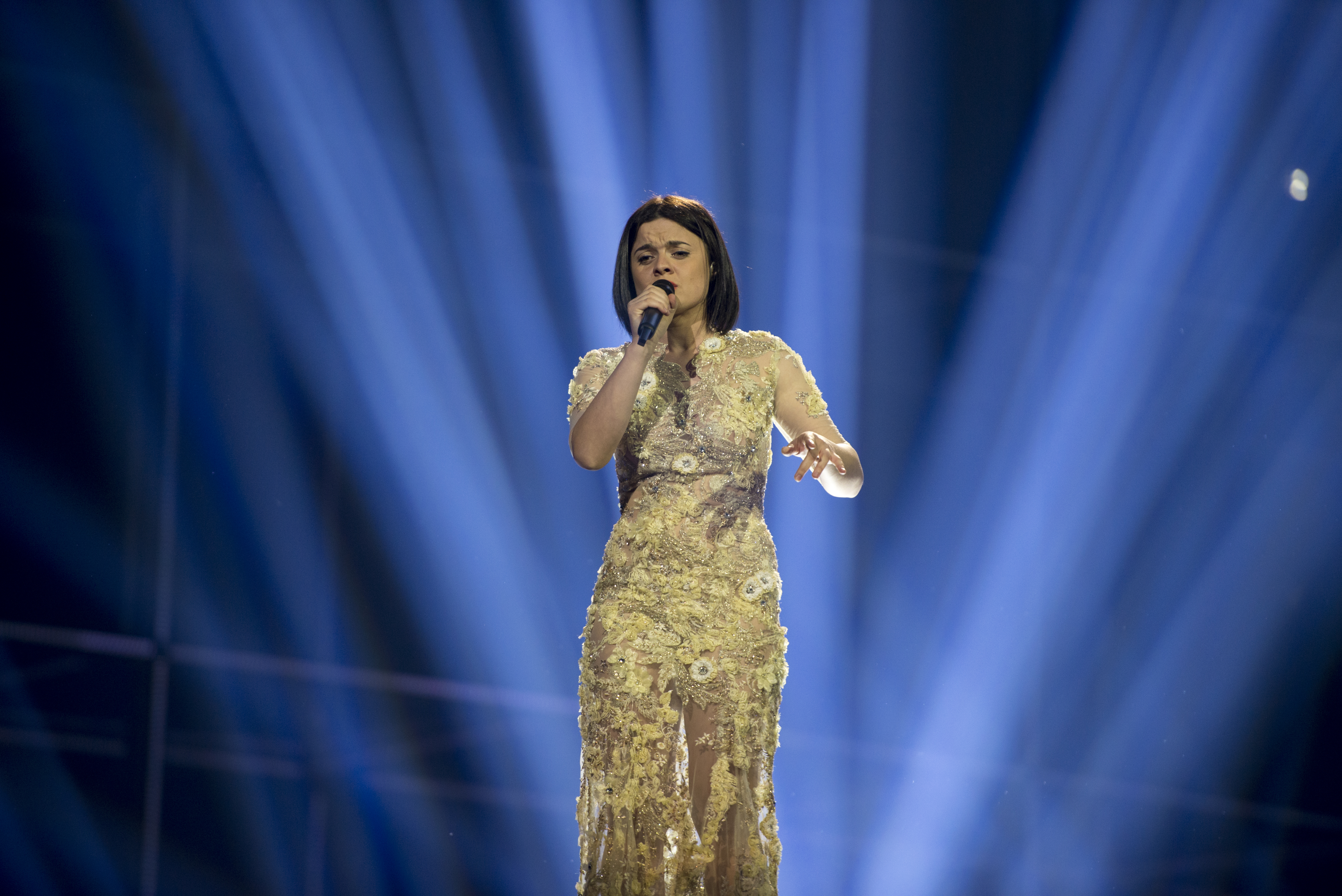
Hersi in Kopenhagen (2014)

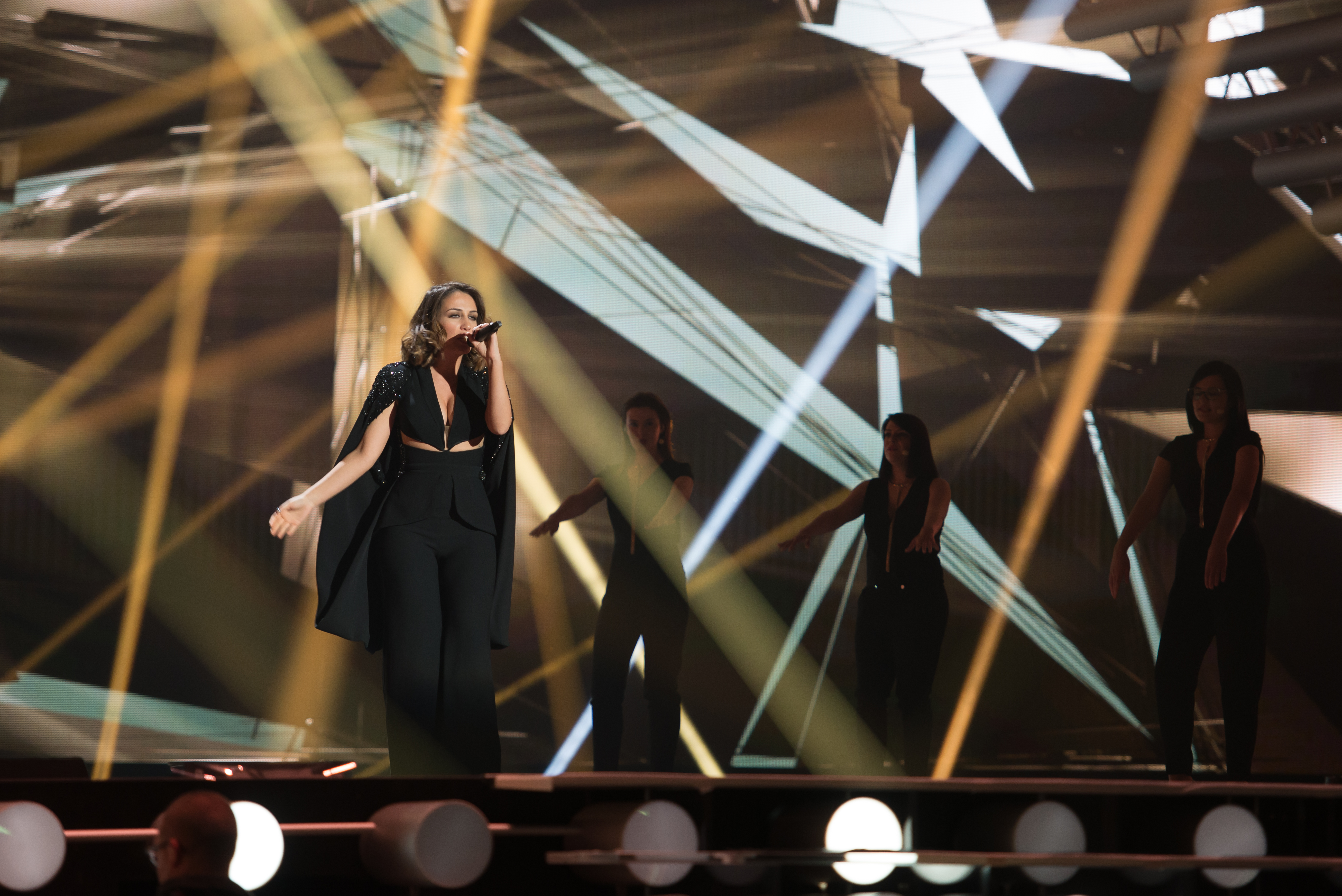
Elhaida Dani in Wenen (2015)

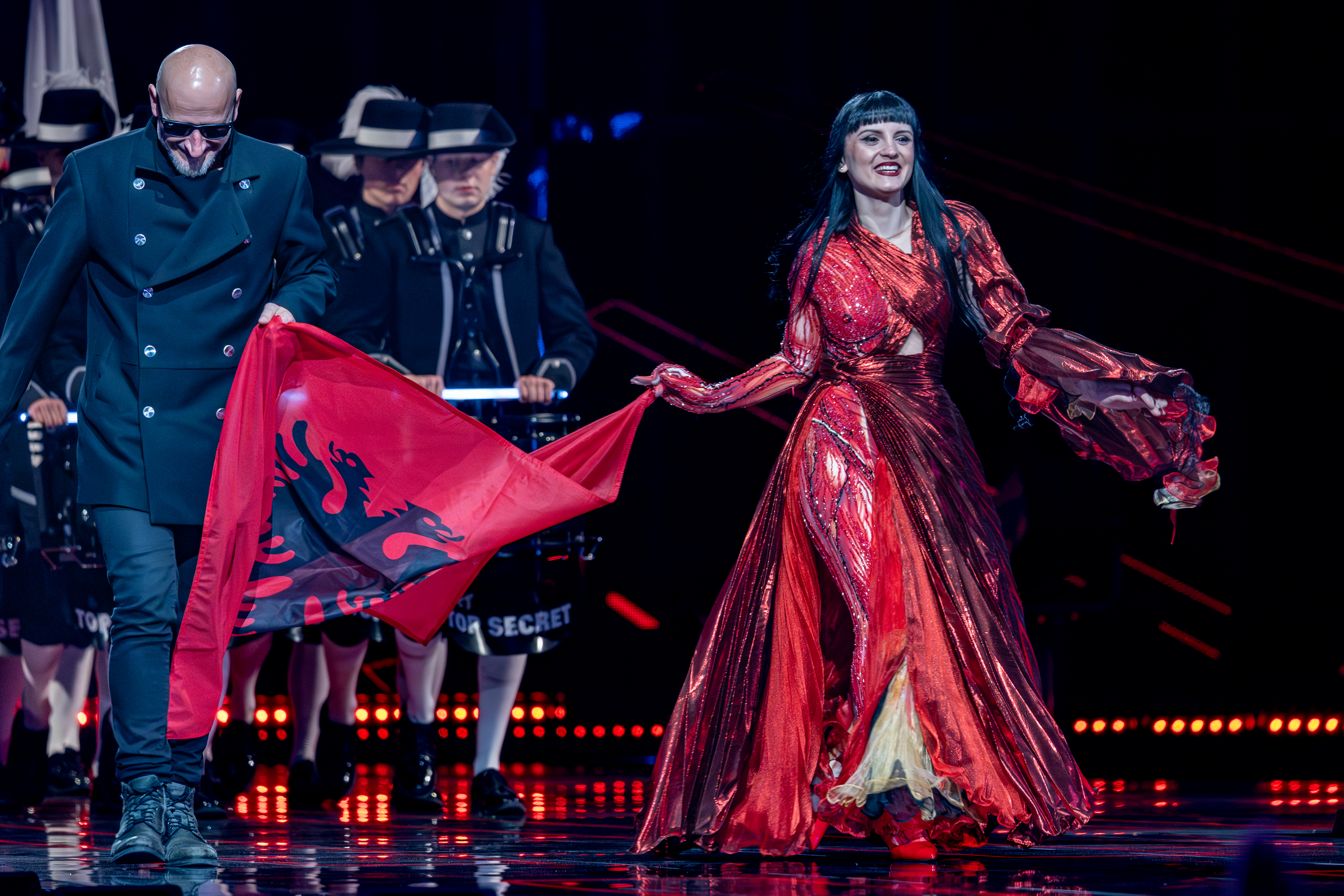
Shkodra Elektronike in Bazel (2025)

Albanië doet sinds 2004 mee aan het Eurovisiesongfestival. In totaal heeft het land nu 21 keer aan het liedjesfestival deelgenomen.

## Overzicht

### Debuutjaren
In 2003 deed Albanië voor het eerst een gooi naar het songfestival. Het land meldde zich samen met Oekraïne, Servië en Montenegro en Wit-Rusland aan bij de EBU maar doordat er te veel deelnemers waren, werd uiteindelijk alleen Oekraïne toegelaten. Vanaf 2004 werd er met een halve finale gewerkt en was het geen probleem meer voor nieuwe landen om toe te treden.
Toen er eind 2003 voor het eerst een inzending voor het songfestival moest worden gekozen, werd besloten om de Albanese liedjeswedstrijd Festivali i këngës, dat al sinds 1962 ieder jaar plaatsvindt, de nationale voorronde te laten worden. Voortaan zou de winnaar van deze show automatisch voor Albanië naar het daaropvolgende Eurovisiesongfestival worden gestuurd. De 17-jarige zangeres Anjeza Shahini was de eerste die deze eer te beurt viel. Met haar nummer Imazhi yt won ze de voorronde overtuigend en mocht haar land zodoende als allereerste gaan vertegenwoordigen in het Turkse Istanboel. Imazhi yt, dat 4:30 minuten duurde, moest daarvoor echter wel ingekort worden en werd bovendien vertaald naar het Engels. De nieuwe titel luidde The image of you. De deelname van Shahini werd een behoorlijk succes. In de halve finale eindigde ze op een 4de plaats met 167 punten, in de grote finale vergaarde ze 137 punten en werd ze 7de. Zo maakte Albanië een sterk debuut op het songfestival en was het bovendien direct geplaatst voor de finale van het Eurovisiesongfestival 2005.
Eind 2004 werd Festivali i këngës gewonnen door zangeres Ledina Çelo, die de show een jaar eerder nog gepresenteerd had. Net als haar voorgangster Anjeza Shahini liet zij in de voorbereiding op het songfestival haar lied in het Engels vertalen: Nesher shkoj werd Tomorrow I go. Een evenaring van het succes van Shanini zat er echter niet in: met 53 punten kwam Çelo in Kiev niet verder dan de 16de plek. Albanië zou in 2006 weer in de halve finale moeten starten.

### 2006-2011
Eind 2005 gaf Shahini aan dat ze opnieuw een gooi wilde doen naar een songfestivalticket. Ze deed daarom in december van dat jaar wederom mee bij Festivali i këngës, maar verloor daarin van zanger en Idolswinnaar Luiz Ejlli, die op zijn beurt een jaar eerder verloren had van Ledina Çelo. Ejlli vertegenwoordigde Albanië tijdens het songfestival in Athene met het nummer Zjarr e ftohtë, daarbij geflankeerd door een groep oude heren met traditionele instrumenten. Het was het eerste lied in de geschiedenis van het Eurovisiesongfestival dat in het Albanees werd gezongen. Kwalificatie voor de finale werd echter niet afgedwongen. Ejlli eindigde in de halve finale als 14de.
Ook het Eurovisiesongfestival van 2007 verliep teleurstellend voor Albanië. Het land probeerde de finale te bereiken met het duo Aida & Frederik Ndoci, maar hun liedje Hear my plea, een ballade met traditionele invloeden, vergaarde niet meer dan 49 punten en strandde in de halve finale op de 17de plek.
In 2008 ging het beter voor de Albanezen. Zangeres Olta Boka won Festival i këngës met het nummer Zemrën e lamë peng, en mocht haar land vertegenwoordigen in Belgrado. Albanië wist zich voor de derde keer in de geschiedenis te plaatsen voor de finale van het festival. Na negende te zijn geëindigd in de tweede halve finale, werd Boka zeventiende in de finale, met 55 punten.
In Moskou, in 2009, werd er opnieuw in het Engels gezongen. De 17-jarige zangeres Kejsi Tola werd met haar popnummer Carry me in your dreams zevende in de tweede halve finale, en moest in de finale vervolgens tevreden zijn met de 17de plaats.
Voor het Eurovisiesongfestival van 2010 in Oslo deed Anjeza Shahini opnieuw een gooi naar de zege in Festival i këngës, maar ze moest uiteindelijk nipt de duimen leggen voor Juliana Pasha. Haar nummer Nuk mundem pa ty werd voor de gelegenheid vertaald in het Engels, en werd zo It's all about you. Albanië overleefde voor het derde jaar op rij de halve finales, en werd wederom zestiende in de grote finale, met 62 punten.
In 2011 presteerde Albanië weer eens teleurstellend. Aurela Gaçe trad in Düsseldorf aan met het nummer Feel the passion, maar bereikte de finale niet, tot groot ongeloof van de zangeres zelf.

### 2012 en verder
In 2012 stuurden de Albanezen Rona Nishliu naar Bakoe. Zij trad aan met het Albaneestalige Suus, een lied dat vooral opviel dankzij Nishliu's enorme stembereik. Tijdens het optreden reageerde de zaal met applaus op haar opmerkelijk hoge en lange uithalen. Europa had veel punten voor het lied over; Albanië werd tweede in de halve finale en stootte glansrijk door naar de finale, waarin Nishliu met 146 punten als vijfde eindigde. Het betekende het grootste Albanese succes op het Eurovisiesongfestival tot nu toe. Na afloop van het songfestival werd Nishliu onderscheiden met de Barbara Dex Award voor slechtst geklede kandidate.
In 2013 werden Adrian Lulgjuraj & Bledar Sejko afgevaardigd naar het festival. Met het nummer Identitet haalde Albanië de finale niet. In 2014 slaagde ook zangeres Hersi er niet in om kwalificatie voor de finale af te dwingen. In 2015 sleepte Albanië wel een finaleplaats in de wacht met Elhaida Dani. Haar lied I'm alive eindigde uiteindelijk op de zeventiende plaats. In 2016 vertegenwoordigde Eneda Tarifa Albanië in Stockholm, met Fairytale. Het lied haalde in de halve finale de 16de plaats, onvoldoende voor een plaats in de finale. Ook in 2017 werden de Albanezen vroegtijdig uitgeschakeld met het lied World van Lindita. In 2018 lukte het wel en haalde Eugent Bushpepa met het in het Albanees gezongen Mall verrassend de finale. Hier haalde hij een elfde plaats, een van de beste resultaten ooit voor Albanië. Jonida Maliqi werd in 2019 zeventiende met haar nummer Ktheju tokës. In 2021 haalde Anxhela Peristeri eveneens de finale, waar het lied Karma eenentwintigste werd.
Het Eurovisiesongfestival 2022 werd door Albanië geopend: Ronela Hajati was tijdens de eerste halve finale als eerste aan de beurt. Haar lied Sekret kreeg echter niet genoeg punten om door te stoten naar de finale. In 2023 haalde Albanië met Albina Kelmendi een 22ste plaats. Het jaar daarop ging het land opnieuw voor een lied in het Engels. Een slechte keuze want  Besa scoorde slechts een 15de plaats in de halve finale. 
In 2025 zat het land bij de fan favorieten. Met het liedje Zjerm haalde het land na 13 jaar nog eens de top 10. Vooral dankzij de kijkers wist het lied een 8ste plaats te halen.

## Albanese deelnames
| Jaar | Artiest                         | Titel                   | Fin. | Ptn. | Semi | Ptn. | Taal               |
| ---- | ------------------------------- | ----------------------- | ---- | ---- | ---- | ---- | ------------------ |
| 2004 | Anjeza Shahini                  | The image of you        | 7    | 106  | 4    | 167  | Engels             |
| 2005 | Ledina Çelo                     | Tomorrow I go           | 16   | 53   | X    | X    | Engels             |
| 2006 | Luiz Ejlli                      | Zjarr e ftohtë          | X    | X    | 14   | 58   | Albanees           |
| 2007 | Aida & Frederik Ndoci           | Hear my plea            | X    | X    | 17   | 49   | Albanees en Engels |
| 2008 | Olta Boka                       | Zemrën e lamë peng      | 17   | 55   | 9    | 67   | Albanees           |
| 2009 | Kejsi Tola                      | Carry me in your dreams | 17   | 48   | 7    | 73   | Engels             |
| 2010 | Juliana Pasha                   | It's all about you      | 16   | 62   | 6    | 76   | Engels             |
| 2011 | Aurela Gaçe                     | Feel the passion        | X    | X    | 14   | 47   | Engels             |
| 2012 | Rona Nishliu                    | Suus                    | 5    | 146  | 2    | 146  | Albanees           |
| 2013 | Adrian Lulgjuraj & Bledar Sejko | Identitet               | X    | X    | 15   | 31   | Albanees           |
| 2014 | Hersi                           | One night's anger       | X    | X    | 15   | 22   | Engels             |
| 2015 | Elhaida Dani                    | I'm alive               | 17   | 34   | 10   | 62   | Engels             |
| 2016 | Eneda Tarifa                    | Fairytale               | X    | X    | 16   | 45   | Engels             |
| 2017 | Lindita                         | World                   | X    | X    | 14   | 76   | Engels             |
| 2018 | Eugent Bushpepa                 | Mall                    | 11   | 184  | 8    | 162  | Albanees           |
| 2019 | Jonida Maliqi                   | Ktheju tokës            | 17   | 90   | 9    | 96   | Albanees           |
| 2021 | Anxhela Peristeri               | Karma                   | 21   | 57   | 10   | 112  | Albanees           |
| 2022 | Ronela Hajati                   | Sekret                  | X    | X    | 12   | 58   | Albanees en Engels |
| 2023 | Albina & Familja Kelmendi       | Duje                    | 22   | 76   | 9    | 83   | Albanees           |
| 2024 | Besa                            | Titan                   | X    | X    | 15   | 14   | Engels             |
| 2025 | Shkodra Elektronike             | Zjerm                   | 8    | 218  | 2    | 122  | Albanees           |

| Kleur | Betekenis      |
| ----- | -------------- |
|       | Eerste plaats  |
|       | Tweede plaats  |
|       | Derde plaats   |
|       | Laatste plaats |
|       | Gastland       |

## Gegeven en gekregen punten
In de periode 2004-2025. Punten gegeven in de halve finales zijn in deze tabellen niet meegerekend.
| Plaats | Land        | Punten |
| ------ | ----------- | ------ |
| 1      | Italië      | 208    |
| 2      | Griekenland | 184    |
| 3      | Zweden      | 89     |
| 4      | Frankrijk   | 78     |
| 4      | Spanje      | 78     |

| Plaats | Land            | Punten |
| ------ | --------------- | ------ |
| 1      | Noord-Macedonië | 127    |
| 2      | Griekenland     | 116    |
| 3      | Zwitserland     | 97     |
| 4      | Montenegro      | 91     |
| 5      | Italië          | 67     |

### Twaalf punten gegeven aan Albanië
| Aantal | Land            | Wanneer                                                |
| ------ | --------------- | ------------------------------------------------------ |
| 8      | Noord-Macedonië | 2004, 2005, 2008, 2010, 2012, 2015, 2018 (t), 2019 (t) |
| 3      | Italië          | 2012, 2018 (t), 2019 (t)                               |
| 2      | Zwitserland     | 2012, 2023 (t)                                         |
| 1      | Azerbeidzjan    | 2018 (j)                                               |
| 1      | Frankrijk       | 2025 (j)                                               |
| 1      | Malta           | 2021 (j)                                               |
| 1      | San Marino      | 2012                                                   |
| 1      | Montenegro      | 2025 (t)                                               |
| 1      | Griekenland     | 2025 (t)                                               |

(j) = vakjury; (t) = televoting

### Twaalf punten gegeven door Albanië
(Vetgedrukte landen waren ook de winnaar van dat jaar.)
| Jaar | Land                  | Jaar | Land                            | Jaar | Land                          |
| ---- | --------------------- | ---- | ------------------------------- | ---- | ----------------------------- |
| 2004 | Griekenland           | 2013 | Italië                          | 2023 | Zweden (j) Italië (t)         |
| 2005 | Griekenland           | 2014 | Spanje                          | 2024 | Zwitserland (j) Kroatië (t)   |
| 2006 | Bosnië en Herzegovina | 2015 | Italië                          | 2025 | Frankrijk (j) Griekenland (t) |
| 2007 | Spanje                | 2016 | Australië (j+t)                 |      |                               |
| 2008 | Griekenland           | 2017 | Italië (j) Moldavië (t)         |      |                               |
| 2009 | Griekenland           | 2018 | Italië (j+t)                    |      |                               |
| 2010 | Griekenland           | 2019 | Noord-Macedonië (j) Rusland (t) |      |                               |
| 2011 | Italië                | 2021 | Zwitserland (j+t)               |      |                               |
| 2012 | Griekenland           | 2022 | Italië (j) Griekenland (t)      |      |                               |

(j) = vakjury; (t) = televoting

2004 · 2005 · 2006 · 2007 · 2008 · 2009 · 2010 · 2011 · 2012 · 2013 · 2014 · 2015 · 2016 · 2017 · 2018 · 2019 · 2020 · 2021 · 2022 · 2023 · 2024 · 2025